# Амониев хлорид
Амониевият хлорид или нишадър (амониев хлорид – NH4Cl) в чистата си форма е бяла разтворима във вода кристална сол с парлив вкус.
В природата веществото се намира във вулканични райони, където се образува на вулканични скали близо до отвори, от които излиза дим. Кристалите се образуват направо от газово агрегатно състояние и са с кратък живот, защото лесно се разтварят във вода.
Амониевият хлорид се синтезира лесно и често се получава като страничен продукт от други производства. Използва се за почистване на медни предмети преди калайдисване.
Във воден разтвор амониевият хлорид се отнася като силен електролит и се дисоциира на амониеви катиони и хлоридни аниони. При термична дисоциация се разлага на амоняк и хлороводород. Успешно се използва при лекуване на гъбички и остри вирусни заболявания.